# Ophthalmis gentilis
Ophthalmis gentilis är en fjärilsart som beskrevs av Jordan 1926. Ophthalmis gentilis ingår i släktet Ophthalmis och familjen nattflyn. Inga underarter finns listade i Catalogue of Life.